# Татевян, Сурия Керимовна
Сурия Керимовна Татевян (в девичестве Кери́мова, 22 января 1937 года — 16 июля 2015 года) — советский российский учёный астрономо-геодезист, ведущий научный сотрудник Института астрономии РАН, доктор технических наук

## Биография
Дочь Керима Аббас-Алиевича Керимова — советского учёного-инженера, генерал-лейтенанта артиллерии, председателя Государственной комиссии по лётным испытаниям пилотируемых кораблей.
В 1960 году окончила Московский государственный университет геодезии и картографии.
В 1962 году начала работать в Астрономическом совете АН СССР, который впоследствии был преобразован в Институт астрономии, где она прошла путь от младшего научного сотрудника до заведующего отделом.
Стояла у истоков зарождения космической геодезии, и начиная с запуска первого искусственного спутника Земли, занималась разработкой методов космической геодезии.
Соавтор одной из первых монографий по решению геодезических задач с использованием искусственных спутников Земли.
Внесла большой вклад в организацию высокоточных лазерных наблюдений ИСЗ, а также в реализацию многих международных кооперативных программ.
Состояла в Бюро Секции геодезии Национального геофизического комитета, участвовала в работе научных комиссий Международной ассоциации геодезии (IAG) Международного геодезического и геофизического союза (IUGG), была членом Международного астрономического союза (IUA).
Скончалась в Москве. Урна с прахом захоронена на Ваганьковском кладбище, участок 58, рядом с могилой родителей.